# Luv Resval
Luv Resval, de son vrai nom Léo Mouctar Clément Lesage, né le 6 janvier 1998 à Cambrai (Nord) et décédé des suites d'une grave crise d'asthme le 21 octobre 2022 à Mennecy (Essonne) est un rappeur et chanteur français. Il est le grand frère de Savage Toddy.
Luv Resval commence sa carrière en 2014 avec des séries de freestyles sur YouTube, mais c'est en 2017 qu'il apparaît sur la scène du rap français avec sa mixtape ¥ung Life. Il cumule en 2022 un total de quatre projets dont un double album et trois mixtapes. Sorti en 2021, son clip Tout s'en va qui cumule plus de 8,9 millions de vues sur YouTube lui ouvre un plus large public.

## Biographie

### Enfance
Luv Resval voit le jour le 6 janvier 1998 à Cambrai, il est l'aîné d'une fratrie de quatre frères. 
L'un de ses frères, Thomas Lesage, est aussi rappeur sous le pseudonyme de Savage Toddy.
Son père travaille dans l'immobilier et sa mère est employée dans la restauration.

### Débuts
Luv Resval commence sa carrière en 2017 en postant de nombreux sons sur la plateforme de musique SoundCloud et en dévoilant sa première mixtape intitulée ¥ung Life. Mais c'est notamment grâce à sa série de freestyles ¥ sortie en 2018, qu'il est repéré par Cokein, le manager du rappeur Alkpote. Elle a été suivie par la première collaboration des deux artistes sur le morceau Cadran, marquant ainsi le début du parrainage de Luv Resval par Alkpote. Il faut attendre fin 2018 pour assister à la sortie de Mariah, une mixtape commune entre les deux rappeurs, de 5 sons différents. Cette mixtape permet à Luv Resval de signer sous la structure AWA, le nouveau label du producteur Kore.

### Carrière
Le 16 février 2019 sort LUV KILLS, un projet de sept pistes qui était uniquement disponible sur Soundcloud regroupant d’anciens titres de l'artiste, dont un en featuring avec son frère, Savage Toddy. En effet, depuis ses débuts, il est accompagné par son petit frère sur la plupart de ses projets. Celui-ci était d'ailleurs présent dans la conception de la mixtape Mariah[source secondaire souhaitée]. Cette dernière lui permet de se faire connaitre.
Entre 2020 et 2021, Luv Resval enchaîne les collaborations avec Diddi Trix, Caballero & JeanJass ou encore Zefor et dévoile quelques inédits en solo tel que Smith & Wesson ou Tout s'en va. Il faudra ainsi attendre le 4 juin 2021, pour que le jeune rappeur annonce la sortie de son premier album studio intitulé Étoile Noire en référence à Star Wars. Celui-ci rassemble un total de 20 titres et compte 7 collaborations, avec les rappeurs Josman, Zefor, Alkpote, Lujipeka, Savage Toddy, Chily ainsi que Roni0Block. L'album connaît un franc succès avec 12 812 ventes en première semaine. Particulièrement inspiré par l'univers fantaisiste, il arrive à mélanger fluidité des paroles et refrains mélodieux, flows électriques ou encore mélancolie noire. Pour faire passer ses messages, le rappeur mêle souvent politique, humour et poésie. Ainsi, dans une interview donnée par Mehdi Maïzi en 2021, Luv Resval dit beaucoup s'inspirer de rappeurs américains comme Young Thug ou Lil Uzi Vert mais aussi de rappeurs français comme Nekfeu et le groupe de rappeurs 1995 composé de Alpha Wann, Darryl Zeuja, Nekfeu, Fonky Flav' et Sneazzy.
À partir de janvier 2022, le jeune rappeur entame une série de freestyles longue de cinq épisodes qu'il diffuse chaque mois sur YouTube. À travers le sixième et dernier épisode, intitulé ZLM, il en profite pour annoncer la réédition de son album le 25 mars, Étoile Noire 2.0 avec quinze morceaux inédits, dont des featurings avec Koba LaD, Dinos et Holly Evans. Cette réédition permet ainsi à l'album d'être certifié disque d'or le 1er avril 2022.
En septembre 2022, Luv Resval avait annoncé sur les réseaux la sortie future de son nouvel album Mustafar. Il est décédé un mois plus tard le 21 octobre 2022 après avoir terminé la production de l'album. Sa famille a souhaité lui rendre hommage en finalisant le projet. L'album posthume est finalement sorti le 19 mai 2023

### Mort
Luv Resval meurt dans la nuit du 21 octobre 2022 à l'âge de 24 ans à Mennecy, « des suites d'une grave crise d'asthme, pathologie dont il souffrait depuis la naissance », aggravé par un virus attrapé lors de son ultime voyage au Canada. Sa mort a été annoncée sur son compte Instagram par sa famille et ses proches.
La ville de Mennecy, où Luv Resval a grandi, lui a rendu hommage en baptisant un square à son nom. Son décès est souvent vu comme celui d’un « jeune prodige parti trop tôt ».

## Discographie

### Singles studios
- 2019 : Règlement Space #12
- 2019 : ¥11
- 2019 : Wall E
- 2019 : Célébration (feat. Alkpote)
- 2019 : Joe Dalton
- 2019 : Crystal Lake (feat. Freeze Corleone)
- 2019 : Judas
- 2019 : MPC
- 2020 : Side
- 2020 : Skywalker - #TalentOKLM
- 2020 : 696
- 2020 : Thor (feat. Diddi Trix)
- 2020 : Règlement Rouge Freestyle
- 2020 : Smith & Wesson
- 2020 : Kurt (feat. Zefor)
- 2021 : Tout s'en va
- 2021 : Boosk'Anakin
- 2021 : MPC, Part II - La rivière
- 2021 : ¥2S °1 : Rocky
- 2021 : ¥2S °2 : Ezio Auditore
- 2021 : ¥2S °3 : Vampire Rolls Royce
- 2021 : ¥2S °4 : Katon
- 2022 : ¥2S °5 : Shadow
- 2022 : ¥2S °6 : ZLM

### Mixtapes
- 2017 : ¥ung Life
- 2019 : LUV KILLS

### EP
- 2018 : Mariah (avec Alkpote)

### Apparitions
- 2019 : Trop fort trop balèze - Boulangerie française 20/20 (Synthèse) - DJ Weedim
- 2020 : Sa maire aux mères - Jok'Chirac - Jok'air, Diddi Trix, Sadek, Alkpote
- 2020 : Sonic - High & Fines Herbes - Caballero, Jeanjass
- 2020 : Hennesy - Vie rapide - Alkpote, Savage Toddy
- 2020 : Hood - T-0b1 - Savage Toddy
- 2021 : Issue de secours - Sacré : Ciel Enflammé - Georgio
- 2021 : CHIMIQUE - Temps d'aime - Moji x Sboy
- 2021 : Blanco - OSO - Caballero
- 2021 : Balanci - Toddy1kenobi - Savage Toddy
- 2022 : Epilogue - Montagnes Russes - Lujipeka
- 2022 : SANS FLEURS - OPIUM 2.16 - Ashh
- 2022 : Hokuto Shinken - REDVOLUTION, Vol. 1 - Inso Le Véritable
- 2023 : Draps en sang - LSDC - Alkpote, Jok'air
- 2023 : FUCKED UP - Lithium
- 2023 : Peter Parker - Kodes & Luv Resval
- 2023 : Morphée - Bendo
- 2023 : "Cactus" - Les Galeries - Roméo Elvis
- 2024 : Kiss - Todiefor
- 2024 : L'occaz' - Né spécial - Savage Toddy
- 2024 : Réveil - Personne n’est spécial - Savage Toddy, Alkpote
- 2024 : Ganondorf - DJ TEKS
- 2025 : Link - Tha Trickaz